# Dżahilijja
Dżahilijja (arab. ‏جاهلية‎) – w islamie, termin określający okres w historii ludów arabskich przed pojawieniem się islamu. 
Dosłownie dżahilijja oznacza „czas nieświadomości, ciemnoty”. Wiadomości o kulturze i religii Arabów z tego okresu zawarte są w źródłach asyryjskich, greckich i rzymskich, a także w Biblii i Koranie (sura 3 aja 154; sura 33 aja 33 czy sura 48 aja 26). 
Arabowie prawdopodobnie nie stworzyli harmonijnego systemu mitologicznego w okresie przed Mahometem. Najważniejszym źródłem traktującym o bóstwach staroarabskich jest Żywot wysłannika Boga (Sirat Rasul Allah), autorstwa Ibn Hiszama. Wymienieni są tam bogowie Al-Wadd, Al-Kajs, Al-Uzza, Al-Lat i inni. Charakterystyczny dla Arabów był kult wielkich głazów. Już na wiele wieków przed islamem Arabowie pielgrzymowali do świątyni Al-Kaaba, by czcić tamtejszy Czarny Kamień. 
Koran (71:23) wymienia pięć bóstw z tego okresu: Wadd, Suwa, Jaghuth, Ja’uq oraz Nasr.
Stosunek muzułmanów do tej przeszłości dobrze oddaje biografia Mahometa autorstwa Ibn Hiszama, z II w. ery muzułmańskiej (IX w. n.e.): 

Byliśmy w dżahilijji, czcząc bożków, karmieni martwymi zwierzętami, czyniąc niemoralność, opuszczając nasze rodziny i łamiąc okresy przymierza, a silni spośród nas gnębili słabych. Taki był nasz stan do czasu, kiedy Allah zesłał nam posłańca spośród nas samych, którego przodkowie są nam znani i którego prawdomówność, wierność i czystość uznajemy

Pochodzący z Indii, działający później w Pakistanie Abul A'la Maududi wprowadził w 1939 roku pojęcie „współczesnej dżahilijji”, którym to pojęciem określił współczesny świat Zachodni, odrzucający Boga. W późniejszym okresie pojęcie to było wykorzystywane m.in. przez Sajjida Kutba jako określenie stanu, w jakim znalazły się państwa muzułmańskie pod władzą reżimów ustanawiających prawa niezgodne z islamem.